# Paola Zanetti
Paola Zanetti, née le 1er septembre 1976 à Créhange est une femme politique française, membre du Parti socialiste (PS).
Elle est députée de la 7e circonscription de Moselle de 2012 à 2017 et conseillère régionale de 2004 à 2021.

## Biographie

### Parcours personnel
Sa scolarité au collège Pasteur à Faulquemont puis au lycée Poncelet à Saint-Avold l’ont conduit après un bac économique et social vers des études de droit à l’Université de Metz et l’obtention d’une licence de droit public et d’une maîtrise de droit privé. Au sein de l’université de Metz, elle s’implique au sein de l’Union nationale des étudiants de France – Indépendante et démocratique (UNEF-ID) et sera nommée vice-présidente étudiante auprès de Marie-Jeanne Philippe, présidente de l’Université de Metz pour une durée de deux ans. Elle en fera autant au sein du conseil d’administration de la faculté de Droit.

### Parcours politique
Son engagement politique débute au sein de la Jeunesse ouvrière chrétienne. 
Après un passage de 2 ans au MJS (Mouvement des jeunes socialistes), elle rejoint le Parti socialiste en 1996.
Elle est secrétaire de la section de Créhange-Faulquemont durant 10 ans. Elle occupe également les fonctions de secrétaire fédérale chargée de la formation des militants et de première secrétaire adjointe auprès de Jean-Marc Todeschini alors premier secrétaire fédéral.

### Mandats et fonctions
En 2001, âgée de 24 ans, elle se présente pour la première fois aux élections municipales et conduit une liste à Créhange. Elle est élue conseillère municipale de 2001 à 2012.
La même année, elle est nommée au Conseil économique, social et environnemental de Lorraine (CESEL). Elle abandonne, dès lors, l’emploi qu’elle occupait au conseil régional de Lorraine.
En 2004, alors qu’elle n’a que 27 ans, elle est élue pour la première fois au conseil régional de Lorraine. Elle démissionne du CESEL.
Réélue en 2010, elle devient vice-présidente du conseil régional de Lorraine, chargée de l’équipement des territoires. Elle devient par ailleurs attachée à la permanence parlementaire commune des sénateurs de Moselle Jean-Pierre Masseret, Gisèle Printz et Jean-Marc Todeschini, où elle fera la rencontre de son futur époux. Jusqu'à son élection comme députée, elle est par ailleurs responsable administrative et juridique dans un cabinet d’études et de maîtrise d’œuvre crée en 1999 à Metz avec son père.
Et c’est en juin 2012 qu’elle est élue pour la première fois députée de la 7e circonscription de Moselle. Comme elle s’y était engagée durant la campagne électorale des législatives, elle démissionne de son mandat de vice-présidente au conseil régional et demeure conseillère régionale. Elle démissionne également de son mandat de conseillère municipale à Créhange.
Après la victoire de Benoît Hamon à la primaire citoyenne de 2017, elle est nommée responsable thématique « Conditions de travail » de sa campagne présidentielle,.
Candidate à sa succession lors des élections législatives de 2017, elle arrive 4e à l'issue du premier tour en obtenant 11,98 % des suffrages. 

### Vie privée
Elle est la belle-fille de l'ancien secrétaire d’État et ancien président du conseil régional de Lorraine Jean-Pierre Masseret,.

## Synthèse des mandats
- De 2012 à 2017 : députée de la septième circonscription de la Moselle
- De 2010 à 2013 : vice-présidente au conseil régional de Lorraine
- De 2001 à 2012 : conseillère municipale d’opposition à Créhange
- De 2004 à 2015 : conseillère régionale de Lorraine
- De 2015 à 2021 : conseillère régionale du Grand-Est-Liste de la Moselle